# Adriaen van de Venne
Adriaen Pietersz van de Venne (1589 - 12 de novembro de 1662) foi um versátil pintor da Era Dourada holandesa. Sua obra compreende alegorias e retratos de vários temas. Foi também miniaturista, ilustrador de livros e designer de sátiras políticas.